# تد بیتس (بازیکن فوتبال)
تد بیتس (انگلیسی: Ted Bates; ۳ مهٔ ۱۹۱۸ – ۲۸ نوامبر ۲۰۰۳) بازیکن فوتبال اهل بریتانیا بود.
از باشگاه‌هایی که در آن بازی کرده‌است می‌توان به باشگاه فوتبال همبل، باشگاه فوتبال نوریچ سیتی، و باشگاه فوتبال ساوت‌همپتون اشاره کرد.